# Dicranota (Dicranota) notmani
Dicranota (Dicranota) notmani is een tweevleugelige uit de familie Pediciidae. De soort komt voor in het Nearctisch gebied.